# Frederic VIII de Dinamarca
Frederic VIII de Dinamarca (Copenhaguen 1842 - Hamburg 1912). Rei de Dinamarca des del 1906 fins al 1912.
Nascut a Copenhaguen el 3 de juny de 1842 era fill del rei Cristià IX de Dinamarca i de la princesa Lluïsa de Hessen-Kassel. Era net per part de pare del duc Frederic Guillem I de Schleswig-Holstein-Sondenburg-Glücksburg i de la princesa Lluïsa Carolina de Hessen-Kassel mentre que per part de mare ho era del príncep Guillem de Hessen-Kassel i de la princesa Carlota de Dinamarca.
Es casà amb la princesa Lluïsa de Suècia a Copenhaguen el 1869. La princesa era filla del rei Carles XV de Suècia i de la princesa Lluïsa dels Països Baixos.
La parella s'establí a Copenhaguen i tingueren vuit fills:
- SM el rei Cristià X de Dinamarca nat el 1870 i mort el 1947 a Copenhaguen. Es casà amb la princesa Alexandrina de Mecklenburg-Schwerin.

- SM el rei Haakon VII de Noruega nat el 1872 a Copenhaguen i mort el 1957 a Oslo. Es casà amb la princesa Maud del Regne Unit.

- SAR la princesa Lluïsa de Dinamarca nascuda el 1875 a Copenhaguen i morta el 1906 a Blückeburg. Es casà amb el príncep Frederic de Schaumburg-Lippe.

- SAR el príncep Harald de Dinamarca nat el 1876 i mort el 1949 a Copenhaguen. Es casà amb la princesa Helena de Schleswig-Holstein-Sondenburg-Glücksburg.

- SAR la princesa Ingeborg de Dinamarca nascuda el 1878 a Copenhaguen i morta el 1958 a Estocolm. Es casà amb el príncep Carles de Suècia.

- SAR la princesa Thyra de Dinamarca nascuda el 1880 i morta el 1945.

- SAR el príncep Gustau de Dinamarca nascut el 1887 i mort el 1944.

- SAR la princesa Dagmar de Dinamarca nascuda el 1890 i morta el 1961 a Copenhaguen. Es casà amb Jurgen Castenskiold.

Políticament el rei Frederic VIII es mostrà més favorable al règim liberal que el seu pare havia instaurant i bastant allunyat de les tesis absolutistes dels sectors més conservadors danesos.
Després d'una visita oficial a França feu una parada a la ciutat alemanya d'Hamburg a la qual hi trobà la mort mentre caminava d'incògnit per un carrer de la ciutat. La causa oficial de la seva mort fou la d'un atac de cor acompanyat d'una paràlisi total.
Fou enterrat a la catedral de Roskilde junt amb altres membres de la família reial danesa.